# Wikimedia Commons
Denne side handler om Wikimedia Commons. For hjælpesiden om samme emne, se Hjælp:Commons.
Wikimedia Commons (eller blot Commons) er en central database til frie mediefiler, især billeder, videoklip og musik. Det er et Wikimedia-projekt, som blev sat i gang den 7. september 2004 og som pr. oktober 2014 har over 23 mio. filer, der er blevet uploadet og bliver vedligeholdt af frivillige. Databasen og dens filer kan bruges af alle, men de har en særlig status i forhold til de andre Wikimedia-projekter – herunder Wikipedia – da Commons-billeder kan flettes direkte ind i bl.a. Wikipedia-artikler som om de lå lokalt.
Commons er et flersproget projekt, men på grund af tekniske og praktiske hensyn har engelsk den mest fremtrædende position. Andre sprog tilgodeses så vidt muligt gennem brugergrænsefladen, der findes på de fleste sprog, fler- eller mangesprogede filbeskrivelser og tekstskabeloner, der automatisk vises på brugerens foretrukne sprog.
Commons er til alle filer med oplysende indhold og det skal forstås i bred forstand. Der hersker ingen censur på Commons og når filer slettes er det næsten udelukkende pga. brud på ophavsret eller licenspolitikker.

## Vilkår for upload og brug af Commons-filerne
Det er fundamentalt for Commons at alle filer skal være frie, dvs. de skal kunne (gen)bruges, ændres og offentliggøres af enhver (også med det formål at tjene penge) blot nogle få, men vigtige krav, er opfyldte. Kravene for brug dikteres af national og international lovgivning om ophavsret og af de enkelte filers licenstekst. I de fleste tilfælde skal man blot angive ophavsmand og licens, men der kan også være krav – jævnfør licensteksten. Det er denne betydning ordet fri har. Ikke-frie filer, der således ikke accepteres på Commons, er filer der "kun er til Wikipedia" eller "kun må bruges ikkekommercielt".
Til de mest populære frie licenser hører Creative Commons (men ikke non-commercial-udgaverne) og GNU Free Documentation License (GFDL). En vigtig forskel på Creative Commons og GFDL er, at sidstnævnte kræver, at den fulde licenstekst vedlægges selv ved brug af et enkelt foto – hvilket kan være lidt upraktisk i en avis eller andet trykt medie.
For at mindske faren for, at der uploades ufrie filer, kræver Commons, at brugerne er registreret og indlogget, før de kan uploade filer. Uregistrerede brugere har imidlertid fuld adgang til samlingen og kan redigere artikler, hvor filerne er repræsenteret.

## Brug af Commons-filerne direkte fra andre Wikimediaprojekter
Hvis en artikel rummer et link til en fil, som ikke findes på det lokale serverområde, vil MediaWiki-softwaren søge i Commons. Det sker uden at brugeren mærker nogen forsinkelse, da det foregår samtidig med indlæsningen af andre dele af siden. Dermed er det ikke bare lettere at finde filerne, end hvis man skulle søge efter dem i forskellige projekter, men det er også muligt at slippe for at indlæse samme fil til flere projekter.